# Guttaring, Trg
Guttaring je naselje v Občini Trg v Okraju Trg na Koroškem v Avstriji.